# Palazzo Doria-Serra
Il palazzo Doria-Serra è un edificio storico italiano, sito in via David Chiossone 14, nel centro storico di Genova. È uno dei Palazzi dei Rolli che furono designati, al tempo della Repubblica di Genova, a ospitare gli ospiti di alto rango durante le visite di stato per conto del governo genovese.

## Storia e descrizione
Situato nella via un tempo intitolata alla famiglia dei Garibaldi, in un'area di antico dominio dei Doria, il palazzo fu edificato verso la metà del XVI secolo e incluso nei rolli a nome di Stefano Doria (1599).
Ricostruito nel 1645, Francesco Torriglia lo fece ampliare e ne modificò l'accesso spostandolo da vico Rovere (dove sono visibili il portale originario e resti del portico medievale) a via David Chiossone. Il palazzo rimase alla famiglia Torriglia sino alla prima metà del XIX secolo, diventando poi Serra.
Nel secondo novecento fu oggetto di una manutenzione sul prospetto principale, che portatò alla luce tracce di affreschi e polifore in pietra bicroma.
L'atrio presenta una volta a crociera con rosone, pareti intonacate con cornice a stucco e pavimentazione ottogonale con tozzetti quadrati bicroma in marmo bianco e pietra nera.
L'edificio è adibito a uso residenziale.

## Galleria d'immagini

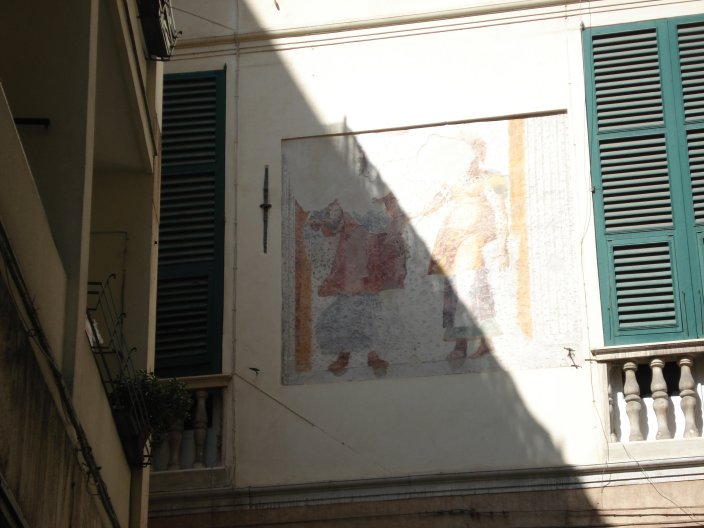
Particolare dell'affresco sulla facciata
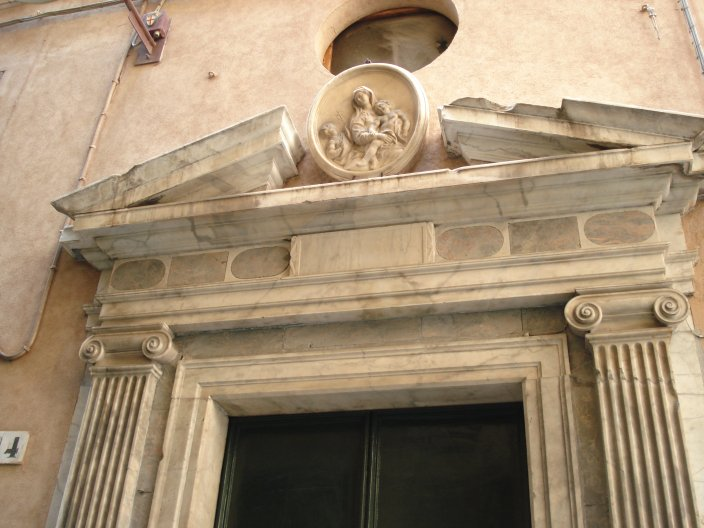
Il portale del palazzo